# Chaetonotus armatus
Chaetonotus armatus is een buikharige uit de familie Chaetonotidae. De wetenschappelijke naam van de soort werd in 1981 voor het eerst geldig gepubliceerd door Kisielewski. De soort wordt in het ondergeslacht Primochaetus geplaatst.